# Поручить генералу Нестерову…
«Поручить генералу Нестерову…» — советский драматический фильм 1984 года Бориса Галкина, его режиссёрский дебют, снятый на киностудии «Мосфильм».
Премьера состоялась 1 июня 1985 года. Фильм посмотрели 3,3 млн зрителей.

## Сюжет
Генерал-лейтенант Нестеров является принципиальным и волевым человеком, который не допускает отступлений от норм и принципов. Его жестокость и требования сделали его непопулярным среди подчинённых, но при этом он получил уважение за свою строгость и правильность.
Нестеров и его команда сталкиваются с препятствием в виде каменной гряды, взрыв которой может привести к затоплению долины. Нестеров настаивает на проведении точных расчётов и подготовке, в то время как начальник Сытько предпочитает действовать поспешно, без должной подготовки. В результате непоследовательных действий последнего, удалось избежать трагедии.
По мере того как строительство приближается к завершению, Нестеров переводится на другой объект, а на его место назначается полковник Бакулин, который отстраняет Сытько от взрывных работ. В конце концов, благодаря усилиям и принципиальности Нестерова, комплекс противовоздушной обороны достраивается без потерь.

## Роли исполняют
- Владимир Седов — Нестеров
- Виктор Тарасов — Сытько
- Игорь Охлупин — Савельев
- Борис Токарев — Бакулин
- Светлана Тормахова — Настя
- Людмила Гладунко — Нина
- Олег Голубицкий — Красавин
- Сергей Жигунов — Клочков
- Виктор Филиппов — Португалов
- Наталья Крачковская — Софья
- Анатолий Соловьёв — начальник главка
- Валерий Фролов — майор-изыскатель

## Съёмочная группа
- Режиссер: Борис Галкин
- Автор сценария: Александр Бондарев
- Оператор: Владимир Фридкин
- Художник-постановщик: Раис Нагаев
- Композитор: Кирилл Волков
- Звукорежиссер: Сергей Урусов